# Redwater River
Redwater River är ett vattendrag i Kanada.   Det ligger i provinsen Alberta, i den centrala delen av landet, 2 800 km väster om huvudstaden Ottawa.
Omgivningarna runt Redwater River är en mosaik av jordbruksmark och naturlig växtlighet. Runt Redwater River är det glesbefolkat, med 13 invånare per kvadratkilometer.